# New Jack City II
New Jack City II è il sesto album in studio del rapper statunitense Bow Wow, pubblicato nel marzo del 2009.

## Tracce
1. Get That Paper – 3:19
2. What They Call Me (feat. Nelly & Ron Browz) – 3:58
3. Roc the Mic (feat. Jermaine Dupri) – 3:48
4. Been Doin' This (feat. T.I.) – 4:52
5. You Can Get It All – 3:53
6. Shortie Like Mine (feat. Johntá Austin) – 3:27
7. Like This (feat. Dondria & Johntá Austin) – 3:40
8. She's My (feat. T-Pain) – 3:51
9. I Ain't Playing (feat. Trey Songz) – 4:47
10. Pole in My Basement – 4:16
11. Shake It (feat. Swizz Beatz) – 3:31

## Classifiche
| Classifica (2009) | Posizione raggiunta |
| ----------------- | ------------------- |
| Stati Uniti       | 16                  |